# Politik i Spanien
| Politik i Spanien |
| --- |
| Kartan visar Spaniens autonoma regioner, ett resultat av den demokratiska övergången efter Francos död. - Betydelse – politik i Spanien - Karaktär – monarki med federala inslag och stark identitet i vissa regioner; maktväxling mellan konservativa och socialistiska regeringar - Utveckling – återkommande korruptionsaffärer på 2010-talet med politisk splittring som följd; politisk kris med katalansk koppling - Relaterade begrepp – Spaniens historia, ETA, Kataloniens nationaldag |

Politik i Spanien är det politiska landskapet och arrangemangen för att styra Europeiska unionens till ytan näst största och till invånarantalet femte största land. Spanien är medlem i Nato sedan 1982 och i EU sedan 1986. 
Den gällande författningen stadfästes 1978, under den demokratiska återgången efter Francisco Franco. Författningen innebär stor decentralisation av makten till styrena i Spaniens autonoma regioner, men Spanien är en konstitutionell monarki och ingen federation. Kungen är statschef och premiärministern regeringschef. Parlamentet (Cortes Generales) har två kamrar: Congreso de los Diputados (Underhuset, Deputeradekammaren) och Senado de España (Överhuset, Senaten).
Spaniens enhet har utsatts för prövningar genom nationalistiska strömningar i Baskien och Katalonien (se katalanism). Medan väpnad terror från baskiska ETA på senare år ersatts med större regional autonomi, har krav på större självstyre i Katalonien mötts med motstånd från den spanska centralmakten. Under 2010-talet har dessa motsättningar skärpts, med återkommande massdemonstrationer och polisingripanden som några resultat.

## Översikt
Den spanska rikspolitiken har sedan 1970-talets återgång till demokrati dominerats av två stora partier, ett på vardera halva av det politiska fältet. Sedan 1982 har dessa utgjorts av det konservativa PP och det socialdemokratiska PSOE, vilka växlat vid makten.
Vid parlamentsvalen 2015 skedde ett trendbrott, då två nya partier – vänsterpartiet Podemos och centerinriktade Ciudadanos – blev tredje respektive fjärde största parti med sammanlagt 105 platser i Deputeradekammaren. Framgångarna skedde delvis i ljuset av en mängd korruptionsaffärer där de båda stora partierna varit inblandade. Ciudadanos är ett från början katalanskt politiskt parti som lanserat sig som riksparti och som samtidigt motsätter sig katalansk nationalism. Vid de allmänna valen 2015 tog partiet många röster från UPyD, ett från början baskiskt men anti-separatistiskt parti som lanserat sig på riksplanet och fick stora framgångar vid de allmänna valen 2011.

Spaniens regioner har mer (mörklila) eller mindre (ljuslila) stark regional identitet. Data från 2009.

Starka spänningar råder mellan centralmakten i Madrid och de olika regionerna. De senare har under årens lopp fått större självstyre, för att förekomma separatistiska krav. Detta till trots har framför allt två regioner fortsatt hävda deras särart – Baskien och Katalonien. I det förra drev den terroriststämplade organisationen ETA länge en kamp för regionens självständighet, medan separatismen i Katalonien blivit mer märkbar först under 2010-talet och delvis i opposition mot det styrande Partido Popular i Madrid (se även katalanism). Även i Galicien och vissa andra regioner har regionala partier fått stor betydelse.
Spaniens kung har en viss politisk makt, eftersom han både kan upplösa parlamentet och föreslå kandidat till premiärministerposten. Andelen kvinnliga politiker i Deputeradekammaren är sedan parlamentsvalen (december 2015) 40,0 procent; detta placerar Spanien på fjärde plats i den europeiska jämställdhetsstatistiken, efter Sverige, Finland och Island.

## Historik

### 1970– och 80-talet

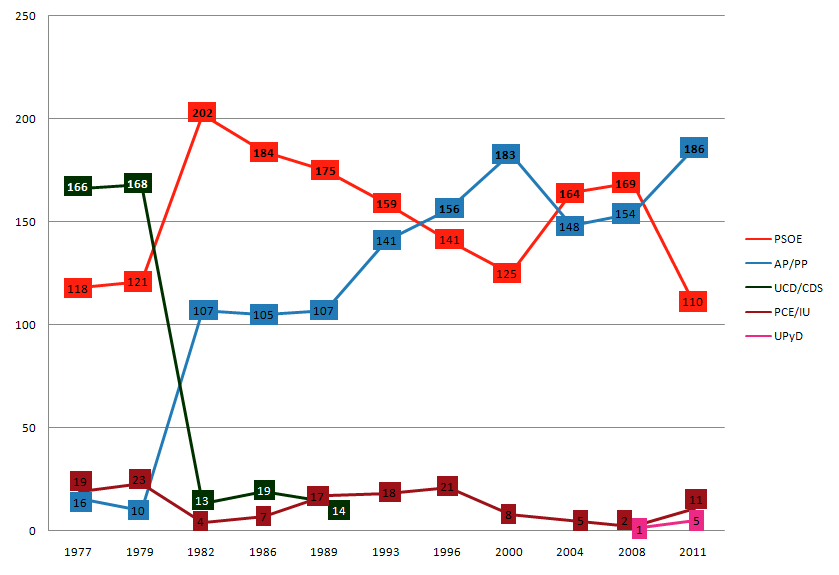
Utfallet i antal mandat (av Deputeradekongressens totalt 350 platser) de i spanska allmänna valen 1977–2011. Partiförkortningarna: PSOE = Spanska socialistiska arbetarpartiet, AP/PP = Alianza Popular/Partido Popular, UCD/CDS = Unión de Centro Democrático, PCE/IU Spaniens kommunistiska parti/Enade vänstern, UPyD = Enhet, framsteg och demokrati.

Efter diktatorn Francisco Francos död 1975, som hade haft makten sedan slutet på Spanska inbördeskriget 1939, återinfördes demokratin i Spanien efter en övergångsperiod som varade från 1975 till 1978.
Under denna period bytte landet styrelseskick, från Francodiktaturen till en konstitutionell monarki. Under premiärministern Adolfo Suárez godkände man 1977 en politisk reformen 1977 och den nuvarande spanska konstitutionen infördes 1978. Suárez styrde landet från 1976 till 1982.
Den 23 februari 1981 intog en grupp rebeller från Guardia Civil deputeradekammaren med avsikten att införa en militär diktatur. Men den stora majoriteten av de militära styrkorna vidhöll sin lojalitet mot den spanske kungen Don Juan Carlos I, som använde sin kungliga auktoritet för att förhindra statskuppen.
Spanien gick med i NATO i början av 1982. I oktober samma år vann socialistiska arbetarpartiet Partido Socialista Obrero Español (PSOE), under ledning av Felipe González Márquez, valet till kongressen och senaten med absolut majoritet. PSOE fick också absolut majoritet i valen 1985 och 1989. PSOE under ledning av González styrde landet under de följande 13 åren. Under hans mandatperiod utvecklades den spanska välfärdsstaten, modellen för regionernas självstyre och man genomförde betydande reformer inom socialpolitiken, som var eftersatt på grund av den tidigare diktaturen. Till perioden kan också kopplas flera politiska skandaler och den spanska socialistregeringens illegala antiterroriststyrka. 1986 gick Spanien in i Europeiska gemenskapen.

### 1990- och 2000-talet
I mars 1996, övertogs landets styre av Partido Popular (PP) och José María Aznar, som fick nästan hälften av mandaten i kongressen. Aznar beslöt att liberalisera ekonomin med ett program för privatisering, reformera arbetsmarknaden, och vidtog steg och mått för att öka konkurrensen på vissa marknader, främst telekommunikation. Under första mandatperioden för Aznar, uppfyllde Spanien EU:s kriterier för medlemskap i valutaunionen. Under denna period deltog Spanien, tillsammans med USA och andra allierade stater i NATO i militära operationer i Jugoslavien. Spanien deltog också i Kosovokriget 1999, och de spanska militärstyrkorna och några enheter från spanska polisen deltog i fredsstyrkorna i Bosnien (IFOR, SFOR) och i Kosovo (KFOR). 
PP fick absolut majoritet i de två kamrarna i Cortes Generales vid valet i mars 2000. Detta resultat gjorde det möjligt för Aznar att bilda en regering utan att behöva stöd från andra politiska grupperingar såsom hans tidigare regering. Aznar är en beslutsam försvarare av de transatlantiska relationerna och kriget mot terrorismen. Mandatperioden kännetecknas av sociala omvälvningar genom några lagar och beslut (ändringar i skollagen, Irakkriget 2003, förlisningen av oljefartyget Prestige 2002, Bombdåden i Madrid 2004) som delar av befolkningen inte accepterade. Inför valet 2004 utnämnde Aznar den dåvarande vice premiärministern Mariano Rajoy som kandidat för PP.
Spanska socialistiska arbetarpartiet, PSOE vann detta val. José Luis Rodríguez Zapatero valdes till premiärminister. De tre viktigaste åtgärderna i början av hans mandatperiod var: 50 procent representation av kvinnor i regeringsministären, tillbakadragande av de spanska trupperna i Irak och godkännande av giftermål mellan homosexuella.

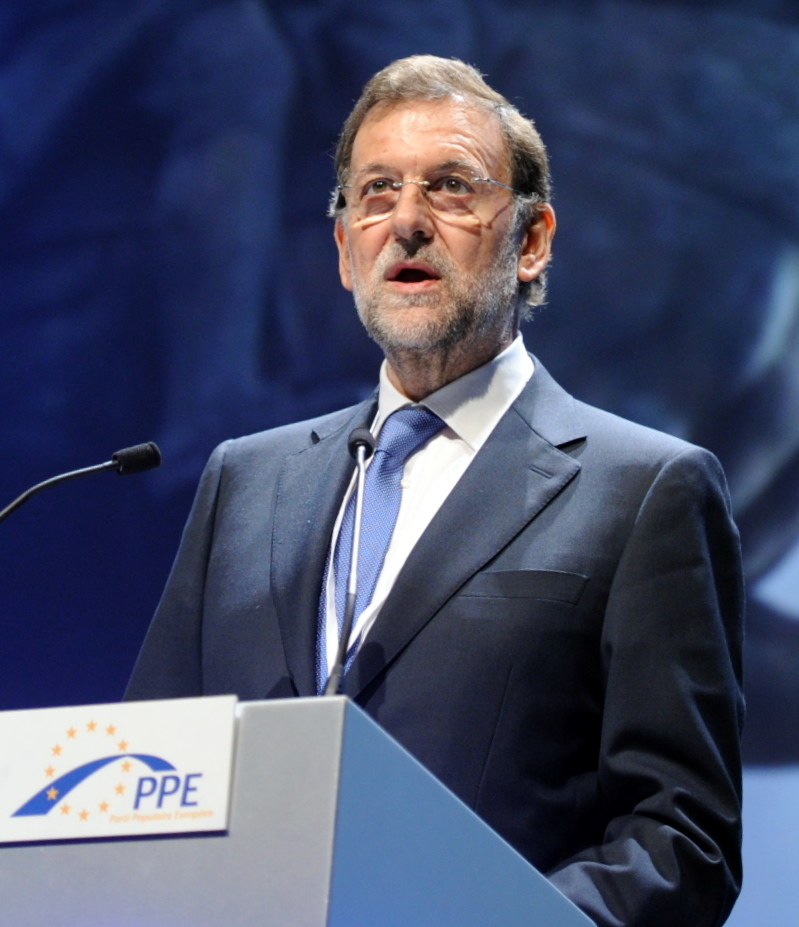
Partido Popular-ledaren Mariano Rajoy, premiärminister i Spanien sedan 20 november 2011 till 2 juni 2018

### Parlamentsvalen 2008 och 2011
Efter allmänna val den 9 mars 2008 kunde Spanska socialistiska arbetarpartiet, lett av José Luis Rodríguez Zapatero, förklara sig vara vinnare. Vid valet hade Spanien ännu inte gått in i den ekonomiska lågkonjunkturen som då börjat spridas över Västeuropa. Men direkt efter valet drabbades en Spanien av en ekonomisk tvärnit. Krisen förvärrades sedan snabbt när Lehman Brother föll i USA samtidigt som den stora spanska byggbubblan föll samman och det som ursprungligen var en lågkonjunktur utvecklades till en allvarlig skuldkris. Premiärminister Zapatero dröjde dock med att försöka bromsa statens utgifter vilket förvärrade krisen. När han sedan agerade 2010 var det med mycket hårda nedskärningar som ledde till att han snabbt förlorade popularitet, enligt den analys som Spanienkännaren Thomas Gustafsson redovisar i fackboken "Spanien: En stat, flera nationer". Under 2011 blev till slut Zapateros ställning ohållbar och han valde att tidigarelägga parlamentsvalet till hösten 2011 och i samband med detta avgå.  
Parlamentsvalet i Spanien 2011 som avsåg den X Legislaturen hölls den 20 november 2011. Socialistpartiets kandidat var Alfredo Pérez Rubalcaba, tidigare inrikesminister i Zapateros regering. Segrare i valet blev konservativa partiet Partido Popular, lett av Mariano Rajoy.

### Mitten av 2010-talet

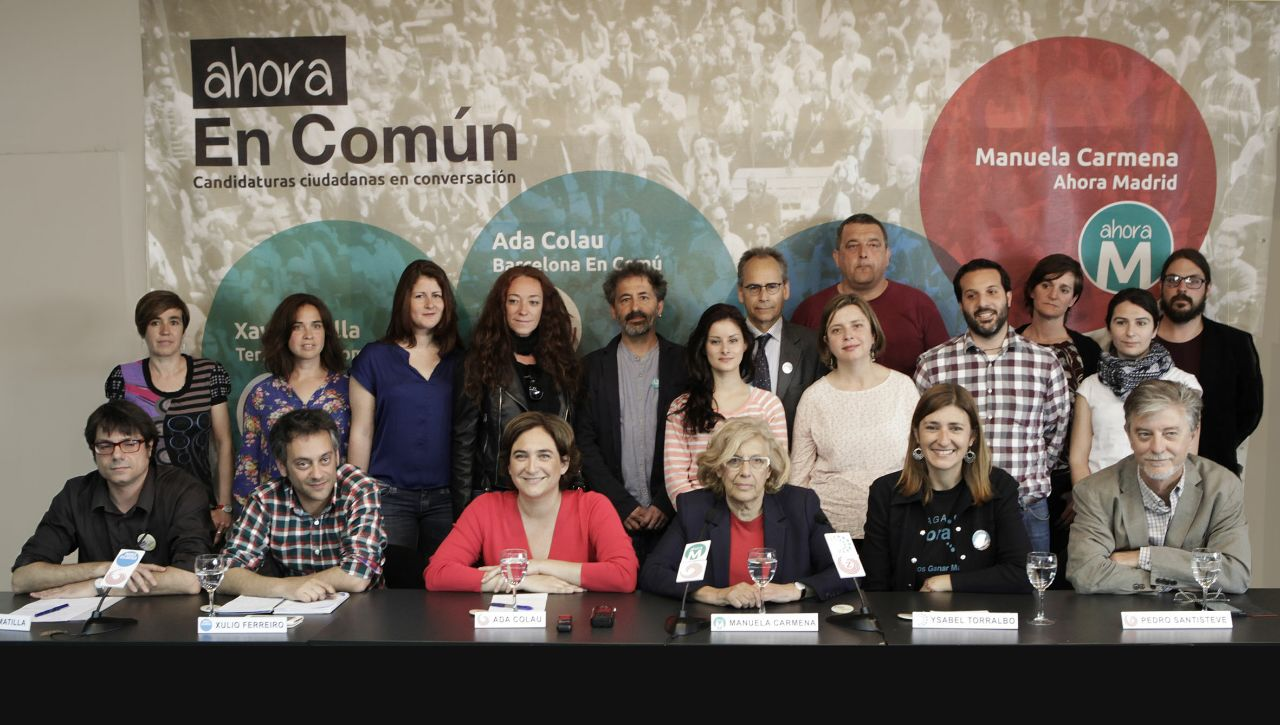
Under 2010-talet har ett antal nya partier och partikoalitioner bildats inom spansk politik. På bilden syns ett möte i maj 2015 – två veckor före de spanska kommunalvalen – med representanter för bland annat partikoalitioner från Barcelona (Ada Colau, Barcelona en Comú) och Madrid (Manuela Carmena, Ahora Madrid).

Under Mariano Rajoys första år vid makten fördjupades skuldkrisen. De nedskärningar som gjordes ledde dessutom till att arbetslösheten ökade och vid inledningen av 2013 var över 25 procent av arbetskraften arbetslös. Samtidigt drabbades det konservativa regeringspartiet av en allvarlig korruptionsskandal. Men med egen majoritet i parlamentet kunde ändå Mariano Rajoy fortsätta driva sin politik. Krisen ledde dock till att separatismen växte i Katalonien och Baskien, samtidigt som förtroendet för regeringen föll till en ny bottennivå.
Under 2014 bildades det vänsterinriktade partiet Podemos, med Pablo Iglesias som främsta talesperson. Samtidigt har det borgerliga Ciudadanos (grundat 2006) växt i betydelse, även utanför sitt kärnområde Katalonien. Båda partierna har marknadsfört sig som alternativ till de stora etablerade partierna (PSOE respektive både PP och CiU), och de genom senare års ekonomiska kriser och korruptionsskandaler dragit till sig "missnöjesröster". Vid 2014 års Europaparlamentsval erhöll Podemos 5 av Spaniens 54 mandat, medan Ciudadanos nådde två mandat. Efter 2015 års spanska regionalval har Ciudadanos hittills tagit plats i minst 11 regionförsamlingar, med en snittandel röster på 8,4 procent. Vid samma regionalval nådde Podemos än större framgångar, genom att man tog sig in i alla de regionala parlamenten (med en genomsnittlig röstandel på cirka 13,5 procent) och i mandat räknat blev tredje största parti i nio församlingar.
Samtidigt med regionalvalen 2015 arrangerades kommunalval över hela Spanien. I ett antal av de största städerna deltog Podemos som ett av flera partier i nybildade lokala partikoalitioner med vänsterinriktning, och i bland annat Madrid och Barcelona kom dessa koalitioner (Ahora Madrid respektive Barcelona en Comú) att ta över borgmästarposten. I kommunalvalen i Valencia kom ytterligare en nystartad partikoalition – det grön-röd-nationalistiska Compromís att bli tredje största parti; Compromís tog trots detta över posten som borgmästare, sedan ingen av de två största partierna (PP och PSOE) lyckats få stöd av en majoritet av kommunförsamlingen. Därmed ändades ett 24 år långt PP-styre i staden Valencia.
27 september vann en majoritet av självständighetsivrande partier de regionala parlamentsvalen i Katalonien. 9 november röstade parlamentet igenom en resolution om att inleda en process mot full självständighet för regionen och separation från Spanien. Den spanska regeringen har anmält det hela till landets författningsdomstol, och den eskalerande konflikten mellan den spanska staten och det regionstyret har lett till en konstitutionell kris på både riks- och regionalplanet. 20 december gick Spanien till parlamentsval, vilket ledde till att de ledande partierna PP och PSOE gick starkt tillbaka till förmån för Podemos och Ciudadanos. Båda parlamentsvalen – i Spanien och Katalonien – ledde till otydliga majoriteter och till – fram till början av januari – ett läge utan utsedda regeringschefer. 10 januari 2016 framröstades Carles Puigdemont dock till ny regionpresident i Katalonien, medan den av kungen utsedde spanske regeringsbildaren Pedro Sánchez (PSOE) i början av mars misslyckades att få majoritet i deputeradekammaren – för första gången under den spanska demokratin efter Franco. Om även alternativa försök till godkännande av regeringsbildare fram till början av maj 2016 misslyckas utlyses nyval i Spanien.
Nyvalet genomfördes slutligen 26 juni 2016. I Deputeradekammaren resulterade valet en smärre framgång för PP, samtidigt som PSOE, Unidos Podemos (en koalition mellan Podemos och vänsterpartiet Izquierdo Unida) och Ciudadanos alla förlorade ett mindre antal mandat. Den politiska jämvikten var dock oförändrad. Efter att Mariano Rajoy, ledare för det största partiet, misslyckats att få parlamentariskt stöd i månadsskiftet augusti/september, utsåg kungen PSOE:s Pedro Sánchez som kandidat till att bilda regering.
Även Sánchez misslyckades dock i sina nya försök att bilda regering, och slutligen omvaldes Rajoy den 27 oktober 2016 som spansk premiärminister. Efter ett internt uppror i PSOE, där Sánchez till slut valde att avgå som partiledare, valde partiet att (i stort sett) lägga ner sina röster i parlamentet. De 69 nedlagda rösterna var de flesta (och de 111 motrösterna det minsta antalet) sedan den moderna spanska demokratins införande i slutet av 1970-talet.

### Katalanska konflikten trappas upp (2017)
| "Operation Anubis", en samlad polisaktion mot arrangörerna av den ensidigt utlysta folkomröstningen 2017, ledde till stora demonstrationer i Barcelona. |  | "Operation Anubis", en samlad polisaktion mot arrangörerna av den ensidigt utlysta folkomröstningen 2017, ledde till stora demonstrationer i Barcelona. |
| "Operation Anubis", en samlad polisaktion mot arrangörerna av den ensidigt utlysta folkomröstningen 2017, ledde till stora demonstrationer i Barcelona. |  | |

Rajoys regering fick till slut parlamentarisk majoritet bakom sin budgetproposition för 2017, genom ett avtal med Baskiska nationalistpartiet (EAJ-PNV) som inkluderade ekonomiska förmåner för den baskiska regionen. Motsvarande stöd inför 2018 års budget frös dock inne, efter att EAJ-PNV röstat emot förslaget. Propositionen lades samtidigt som Spaniens regering genomfört husrannsakningar och gripanden samt beslagtagit materiel med koppling till Kataloniens ensidigt (men av EAJ-PNV stödda) folkomröstning den 1 oktober. PSOE gav parlamentariskt stöd till regeringens handlande gentemot Katalonien, samtidigt som man följde sin traditionella linje att vägra acceptera en PP-dikterad ekonomisk politik.
Spaniens nationella polisstyrkor utökades fram till 1 oktober till minst 16 000. Under valdagen skedde sammandrabbningar mellan väljare (som gjorde passivt motstånd under sittdemonstrationer) och polis vid ett antal vallokaler i bland annat Barcelonaregionen. Över två miljoner katalaner röstade, trots att röstandet stördes helt eller delvis vid över 300 vallokaler. Fastän över 800 skadade ansåg Spaniens regering att polisen endast utfört proportionerligt våld. Ledande politiker inom EU uttalade sig försiktigt angående polisinsatserna och såg det hela som en inre spansk angelägenhet, men oppositionspolitiker från ett antal europeiska länder var hårdare i sin kritik av vad de såg som spansk polisbrutalitet.

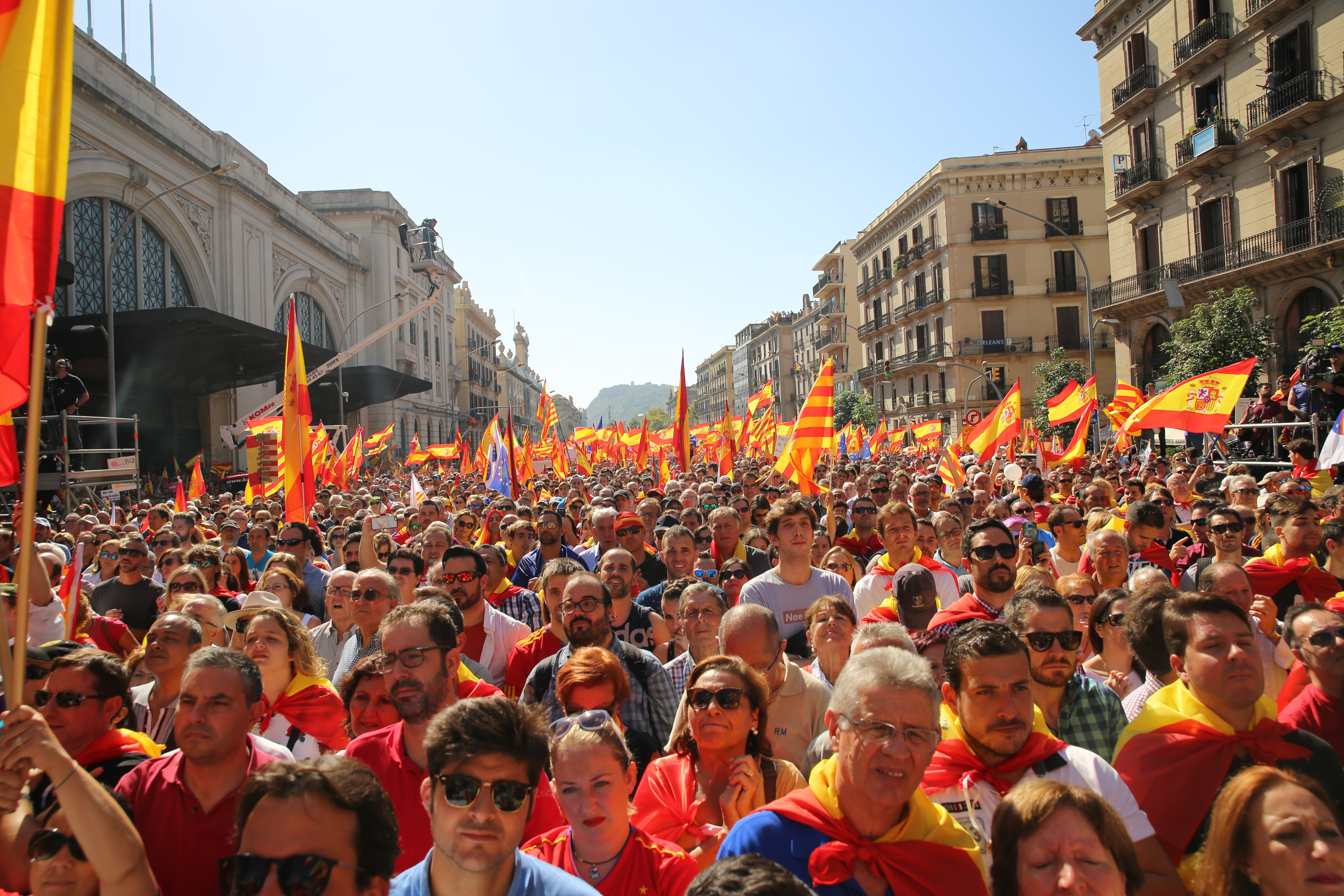
Två massdemonstrationer för Spaniens enhet och mot katalansk separatism arrangerades i Barcelona 8 (bilden) respektive 29 oktober 2017.

En generalstrejk utlystes till den 3 oktober, då katalaner i ett antal städer – inklusive cirka 700 000 i Barcelona – deltog i gatudemonstrationer mot Spaniens övervåld och för katalansk självständighet. Besked väntades även om huruvida den katalanska regeringen/parlamentet verkligen skulle låta utropa regionens självständighet. Eventuella förhandlingar med Spaniens regering försvårades av dennas kategoriska vägran att diskutera någon som helst folkomröstning i regionen.
Den eskalerande konflikten har enligt vissa utvecklats till värsta konstitutionella krisen i Spanien efter Francisco Francos död. Den utspelas 83 år efter 6 oktober-händelserna 1934, då en katalansk republik utropades, den dåtida katalanska autonomin drogs in och den regionala regeringen fängslades.
Den 27 oktober röstade Kataloniens parlament för att låta utropa den oavhängiga Republiken Katalonien. Samma eftermiddag röstade Spaniens senat för att upphäva regionens autonomi, genom att utlösa författningsartikel 155. Spaniens regering tog då över styret över regionen, upplöste parlamentet och avskedade regionregeringen inklusive regionpresident. Landets riksåklagare åtalade några dagar senare hela regionregeringen samt ordinarie och vice talmän i Kataloniens parlament för uppror, uppvigling och förskingring av allmänna medel. Samtidigt utlystes nyval till regionparlamentet till den 21 december, för att så småningom återinrätta regionens autonomi med ett nytt regionalt styre.
Efterspelet av utropandet av Republiken Katalonien gick mestadels fredligt till (demonstrationer både för och emot republiken har dock fortsatt att arrangeras i bland annat Barcelona och Baskien), och i brist på lojala säkerhetsstyrkor och internationellt erkännande kunde den nya staten inte etablera någon effektiv administration. Arresteringarna av ledande regionpolitiker ledde till frågor kring opinionsbildningen inför det utlysta nyvalet i december. Den avsatte regionpresidenten Puigdemont och delar av den "republikanska" katalanska pressen hävdade att Spanien nu skaffat sig politiska fångar.

### Nya regeringschefer 2018
Efter det utlysta nyvalet i Katalonien segrade de separatistiska partierna 21 december med liten majoritet. Till slut valdes Quim Torra i maj 2018 till ny katalansk regionpresident. Samma månad lyckades PP:s minoritetsregering få sin statsbudget godkänd i deputeradekammaren. Partiets inblandning i korruptionshärvan med namnet "Gürtel" ledde 1 juni till att ett misstroendevotum mot den sittande regeringen fick majoritet i deputeradekammaren (för första gången sedan Spaniens återgång till demokrati). Pedro Sánchez övertog därmed posten som regeringsbildare. Den 28 april 2019 hölls det nyval - det trettonde valet i landets historia. PSOE fick 123 av de 350 platserna i kongressen, PP 66, Ciudadanos 57 och Unidas Podemos 42. Dessutom finns ytterhögerpartiet Vox med 24 platser samt en rad nationalistpartier från regionerna.

### Nyval i november 2019
Söndagen den 10 november 2019 hölls det fjärde nyvalet på fyra år. Alla 350 platser i kongressen valdes samt 208 av 265 platser i senaten. Anledningen till nyvalet var den sittande presidenten Pedro Sánchez misslyckats med att bilda regering. 
Valresultatet blev följande: 
• Socialdemokratiska PSOE: 120 mandat (jämfört med 123 i valet den 28 april).
• Konservativa PP: 87 (66).
• Högerextrema Vox: 52 (24).
• Vänsteralliansen Unidas Podemos: 35 (42).
• Katalanska separatistpartiet ERC (vänster): 13 (15).
• Högerliberala Ciudadanos: 10 (57).
• Katalanska separatistpartiet JxCat (borgerligt): 8 (7).
• Baskiska nationalistpartiet PNV (mitten): 7 (6).

### Koalitionsregering 2020
I januari 2020 bildade premiärminister Pedro Sànchez  en ny koalitionsregering med vänsterpartiet Podemos. Spanien fick sin första koalitionsregering sedan återgången till demokrati på 1970-talet. Det spanska parlamentet gjorde slut på Spaniens traditionella enpartiregeringar, då det  godkände den nya minoritetsregeringen med rösterna 167 mot 165..